# Hillsboro Beach
Hillsboro Beach es un pueblo ubicado en el condado de Broward en el estado estadounidense de Florida. En el Censo de 2010 tenía una población de 1.875 habitantes y una densidad poblacional de 497,9 personas por km².

## Geografía
Hillsboro Beach se encuentra ubicado en las coordenadas 26°16′51″N 80°4′46″O / 26.28083, -80.07944. Según la Oficina del Censo de los Estados Unidos, Hillsboro Beach tiene una superficie total de 3.77 km², de la cual 0.95 km² corresponden a tierra firme y (74.9%) 2.82 km² es agua.

## Demografía
Según el censo de 2010, había 1.875 personas residiendo en Hillsboro Beach. La densidad de población era de 497,9 hab./km². De los 1.875 habitantes, Hillsboro Beach estaba compuesto por el 97.07% blancos, el 0.37% eran afroamericanos, el 0.11% eran amerindios, el 0.53% eran asiáticos, el 0% eran isleños del Pacífico, el 1.01% eran de otras razas y el 0.91% pertenecían a dos o más razas. Del total de la población el 5.81% eran hispanos o latinos de cualquier raza.